# Radical (Dwayne Taylor)
Radical é um personagem da Marvel Comics.

## História
Dwayne Taylor cresceu acreditando que seus pais ricos foram mortos por criminosos, por algum motivo inexplicável. Os guardiães legais de Taylor, o ex-sargento (um amigo de seu pai) Chord e a idosa mestre de artes marciais Tai, apoiaram a decisão de Taylor para fazer todos os criminosos pagarem por suas ações, ajudando-o a criar a identidade do Radical. 
Taylor treinou duro para ser um guerreiro hábil. Em sua primeira ronda, ele conheceu Fogo Noturno e Silhouette. Taylor se juntou a eles em sua cruzada. Uma noite, enquanto Silhouette fez uma operação de infiltração de armamento, a polícia acidentalmente atacou eles. Com medo que a polícia ferisse sua irmã, Fogo Noturno começou a jogar suas lâminas contra eles. Taylor parou antes que ele tivesse a chance de jogar, e o tiroteio irrompeu. Silhouette foi atingida gravemente, teve a coluna vertebral ferida. Taylor, que era apaixonado por Silhouette, estava inconsolável, como Fogo Noturno. Fogo Noturno jurou vingar-se de Taylor um dia. Taylor deixou, acreditando que Silhouette estivesse morta. 
Percebendo que ele precisava de mais ajuda, Taylor treinou ainda mais forte. Usando a Taylor Foundation de seu pai, Chord fornecia-lhe base, instalações para treinamento e sistemas de suporte de informática. Ele também havia desenvolvido armas especializadas e armamento. Taylor decidiu então criar uma equipe especial que ele teria algum backup. Ele recrutou vários jovens heróis e formou os Novos Guerreiros. 
Pouco depois que eles formaram o time, Fogo Noturno fez uma aparição e tentou acusar Taylor do assassinato de dois policiais. Em uma batalha final com o Fogo Noturno, Taylor superou seu medo de seu inimigo e venceu-o em uma batalha. Taylor, em seguida, descobriu que Silhouette ainda estava viva, mas aleijada. Abandonou as ações de seu irmão, levado pela  polícia e entrar nos Novos Guerreiros de Taylor. 
Após os Guerreiros frustrarem um plano dos cientistas criminosos da I.M.A., Taylor descobriu uma ligação entre seus benfeitores da Fundação de Taylor e a I.M.A.. Com alguma investigação, descobriu dezenas de operações ilegais e práticas de negócio escuso realizado pela Fundação, ligando-os com o criminoso industrial Gideon e o sindicato japonês Yakuza, entre outros. Taylor usou os guerreiros para procurar a verdade e enfrentar a Yakuza, mas a equipe recusou-se a fazer um negócio com os criminosos. Taylor recusou-se a ceder, e o argumento levou a sair do Novos Guerreiros. 
Taylor foi então abordado pela equipe criminal Folding Circle, de que o Fogo Noturno era membro, uma vez que prometeu levá-lo para a verdade de seu passado. Ao fazê-lo, foi revelado que o pai de Taylor, enquanto no Vietnã, foi capturado por Tai, que era uma poderosa feiticeira guardando um templo antigo. Tai tinha forçado o pai de Taylor e outros em sua unidade militar, incluindo Chord, de ter filhos com as mulheres do templo, a fim de que seus filhos mais tarde iriam ser sacrificados no templo místico, assim, dar à Tai um enorme poder. Chord e o pai de Taylor tentaram acabar com este plano, e assim Chord foi misticamente enfeitiçado para matar os pais de Taylor. O Círculo foi composto por crianças da profecia de Tai. Os Novos Guerreiros, investigando as atividades do Radical, seguiram o Círculo ao templo vietnamita, onde se juntaram Folding Circle em uma batalha com Tai. Finalmente, Tai foi aparentemente morta pelas energias que ela tentou dominar. 
Taylor voltou aos Novos Guerreiros e servido com eles por um longo mandato. Ele deixou a equipe finalmente, redirecionando seu papel como presidente da Fundação de Taylor, apesar de ele se juntar com eles, quando surgisse a necessidade. Mais tarde, Taylor decidiu desistir completamente de ser aventureiro, tornando-se um diretor de tempo integral da Fundação Taylor. Ele acreditava que a verdadeiras batalhas pela justiça seria travada nas salas de reuniões. Ele se mudou para a sede da Fundação em Seattle, aparentemente dissolução os Novos Guerreiros. 
Ao longo do tempo, no entanto, os Novos Guerreiros retornaram sem a ajuda de Taylor. Mesmo assim, o Guerreiros continuaram a utilizar o equipamento e instalações associadas com a Fundação Taylor, ele foi capaz de acompanhar a nova versão da equipe. Ele ainda voltou brevemente contra o assassino Junzo Muto e agentes da mão. 
Mais recentemente, a Fundação Taylor sofreu uma queda enorme quando o financiamento da pesquisa do câncer depositado sobre os esforços de Zachary Smith. A cura de Smith foi revelado para ser nada mais do que para ajudar seu filho mutante. As ações da Fundação afundaram e Smith abandonou o seu filho, mas Dwayne Taylor adotou o jovem mutante, agora chamado de Micróbio. No entanto, seria exigir soluções mais criativas para salvar a Fundação. Radical fez um acordo com os sombrios executivos de televisão Irmãos Ashley para evitar a falência, mas isso também forçou os Novos Guerreiros a estrelarem um reality show. Na esperança de fazer a situação melhorar, a equipe pegou a estrada para se tornar heróis para o homem comum em toda a América. Os Guerreiros obtiveram sucesso e popularidade, mas o show foi oficialmente cancelado e os processos de falência foram iniciadas. Mesmo assim, os Guerreiros foram capazes de retornar e continuar os seus esforços no Reality Show. No entanto, quando se preparavam para impulsionar seu ibope ao apreender um quarteto de vilões escondidos em Stamford, Connecticut, a tragédia. Durante a batalha, Nitro usou seu poder para causar uma enorme explosão. Aparentemente matando Radical, os Novos Guerreiros, e matou quase todos nas proximidades.